# Kristjan Oja
Kristjan Oja (* 8. srpna 1968 Tallinn) je bývalý estonský biatlonista. Na Zimních olympijských hrách v roce 1992 závodil ve vytrvalostním závodě mužů na 20 km, v němž skončil na 57. příčce. Jeho dcerou je biatlonistka Regina Ojová.